# Égliseneuve-d’Entraigues
Égliseneuve-d’Entraigues – miejscowość i gmina we Francji, w regionie Owernia-Rodan-Alpy, w departamencie Puy-de-Dôme.
Według danych na rok 1990 gminę zamieszkiwały 694 osoby, a gęstość zaludnienia wynosiła 12 osób/km² (wśród 1310 gmin Owernii Égliseneuve-d’Entraigues plasuje się na 317. miejscu pod względem liczby ludności, natomiast pod względem powierzchni na miejscu 14.).